# La Gomera (kommunhuvudort)
La Gomera är en kommunhuvudort i Guatemala.   Den ligger i departementet Departamento de Escuintla, i den sydvästra delen av landet, 80 km sydväst om huvudstaden Guatemala City. La Gomera ligger 37 meter över havet och antalet invånare är 24 001.
Terrängen runt La Gomera är platt, och sluttar söderut. Runt La Gomera är det ganska tätbefolkat, med 80 invånare per kvadratkilometer. La Gomera är det största samhället i trakten. Omgivningarna runt La Gomera är en mosaik av jordbruksmark och naturlig växtlighet.